# بشير أباد (زيرراه)
بشير أباد (بالفارسية: بشیرآباد) هي قرية تقع في إيران في قسم زيرراه الريفي. يقدر عدد سكانها بـ 1,423 نسمة .